# Serica vulpes
Serica vulpes är en skalbaggsart som beskrevs av Gilbert John Arrow 1946. Serica vulpes ingår i släktet Serica och familjen Melolonthidae. Inga underarter finns listade i Catalogue of Life.